# Luc Leblanc

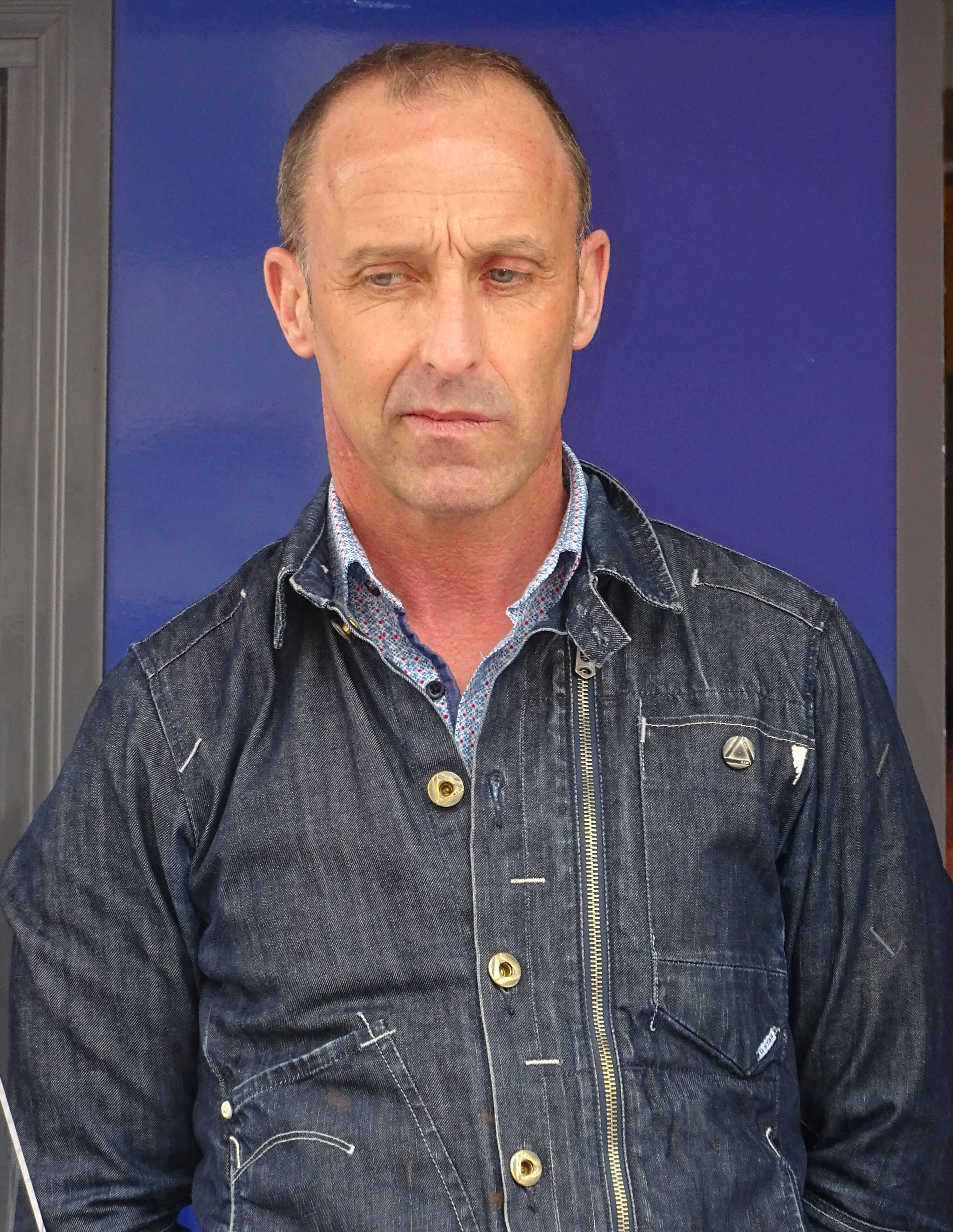
Luc Leblanc

Luc Leblanc, född 4 augusti 1966 i Limoges, är en fransk tidigare tävlingscyklist. Han blev världsmästare i linjelopp 1994.

## Tidiga år
En rattfyllerist körde på den 11-åriga Luc Leblanc och hans åttaårige lillebror Gilles Leblanc 1978. Hans yngre bror Gilles avled, och Luc Leblanc överlevde, men tillbringade sex månader på sjukhus efter olyckan. Efter flera operationer kunde Luc Leblanc börja gå igen, men hans vänstra ben var tre centimeter kortare än högerbenet och också svagare.
En läkare gav honom rådet att börja cykla eftersom det kunde stärka hans ben, och när tävlingscyklisten Raymond Poulidor övertygade honom att han skulle komma långt som cyklist valde han att försöka sig på en cykelkarriär.

## Cykelkarriär
Under sitt första år som professionell tävlingscyklist med Toshiba-stallet slutade han tvåa i de franska nationsmästerskapens linjelopp. Ett år senare, 1988, vann han Grand Prix de Plouay.
Inför säsongen 1990 skrev han på ett kontrakt med Castorama. Under året vann han Tour du Haut-Var, Grand Prix de Wallonie och en etapp i Critérium du Dauphiné Libéré.
Vid Tour de France 1991, på etapp 12, följde Leblanc med i en utbrytning tillsammans med Charly Mottet och Pascal Richard. Mottet vann etappen, men eftersom Leblanc tog tillräckligt med tid på Greg LeMond, som ledde tävlingen, tog fransmannen över ledartröjan. Nästa dag tappade han tröjan till Miguel Indurain, som vann loppet, efter att ha tappat 12 minuter till segraren. Efter tävlingen gav Leblanc den gula ledartröjan till Poulidor som tack. Under året vann han en etapp av Grand Prix du Midi Libre.
Luc Leblanc tog sin första seger i ett stort etapplopp när han vann Grand Prix du Midi 1992. Samma år blev han fransk nationsmästare.
Trots att flera år hade gått sedan den 11-årige Luc Leblanc blev påkörd behövde han fortfarande operationer för sina skador, och vid Tour de France 1992 var han tvungen att kliva av cykeln på etappen till Alpe d'Huez. Ett år senare funderade han på att avsluta karriären på grund av smärtor i benen, men i stället blev han kontrakterad med Festina-stallet.
1994 blev fransmannens mest framgångsrika. Han vann etapp 11 på Tour de France 1994 framför Marco Pantani och Indurain. Han slutade på fjärde plats i den franska tävlingens slutställning. I Vuelta a España vann han bergstävlingen och senare det året, tog han hem guldmedaljen i världsmästerskapens linjelopp.
Som världsmästare ville flera av världens bästa cykelstall få hans underskrift. Han skrev på med Le Groupement, men en vecka innan Tour de France 1995 valde lagets sponsor att inte fortsätta. 
Leblanc flyttade till det italienska stallet Polti inför säsongen 1996. Han behövde operationer för benet igen och han fick inte de resultat stallet hade hoppats på. Trots det vann han en etapp vid Tour de France 1996. 1997 vann han sin andra stora etappseger vid Giro del Trentino. Leblanc tog silvermedaljen vid de franska mästerskapen efter Laurent Jalabert 1998.
1999 blev Leblanc sparkad av Polti på grund av skadorna och han kunde inte fortsätta sin karriär. Senare bestämde en italiensk domstol att det var fel av stallet att sparka cyklisten.

## Efter karriären
Leblanc började jobba som lagledare för Chocolade Jacques 2004.
Han har också kommenterat Tour de France för den franska radiokanalen Radio Monte Carlo.